# Фурсове (зупинний пункт)
Фу́рсове — пасажирська зупинна залізнична платформа Лиманської дирекції Донецької залізниці.
Розташована між с. Новопідгородне та Колона-Межова, Синельниківський район, Дніпропетровської області на лінії Покровськ — Чаплине між станціями Удачна (9 км) та Межова (11 км).
На платформі зупиняються приміські електропоїзди.

## Історія
Роз'їзд № 5 Фурсове діяв із самого початку функціонування Катерининської залізниці. Його найменування походить від прізвища місцевих землевласників, які, начебто, мали на роз'їзді свої склади. Після прокладання другої колії на ділянці Улянівка — Гришине (Покровськ) у 1894 році роз'їзд перевели до категорії блок-постів.
Станом на 1894 рік, тоді ще по роз'їзді № 5 Фурсове, зупинялися товаро-пасажирські потяги № 5/6 Катеринослав (Дніпро-Головний) — Харцизьк із вагонами I, II і III класу, які в 1897 році були переведені до категорії пасажирських. Станом на 1911 рік, на блок-пості № 16 Фурсове зупинялися поштові потяги № 3д/4д Долинська — Ростов із вагонами I, II і III класу. Такий розклад руху зберігався до самої революції 1917 року.
Після завершення активної фази громадянського протистояння пасажирські потяги в першій половині 20-х років по Фурсовому не зупинялися. Станом на 1930 рік, по Фурсовому робили зупинку поштові потяги № 79/80 Київ — Ростов. Також відомо, що в роки окупації України німецькими військами на блочку зупинялися місцеві потяги Чаплине — Постишеве (станція Покровськ у німецьких розкладах руху).